# Базелівщина
Базелі́вщина —  село в Україні, у Ямпільській селищній громаді Шосткинського району Сумської області. Населення становить 2 осіб. До 2020 орган місцевого самоврядування — Білицька сільська рада.

## Географія
Село Базелівщина знаходиться на відстані 1 км від села Олександрівське, за 2,5 км - село Косинське, за 3 км - село Білиця. До села примикає великий лісовий масив урочище Кремлянська Дача.

## Історія
12 червня 2020 року, відповідно до розпорядження Кабінету Міністрів України № 723-р «Про визначення адміністративних центрів та затвердження територій територіальних громад Сумської області», село увійшло до складу Ямпільської селищної громади.
19 липня 2020 року, в результаті адміністративно-територіальної реформи та ліквідації Ямпільського району, село увійшло до складу новоутвореного Шосткинського району.